# سسک‌های بیشه آفریقایی
سسک‌های بیشه آفریقایی (نام علمی: Bradypterus)، یک سرده از پرندگان آوازخوان کوچک، حشره‌خوار (سسک‌ها) در خانواده تازه‌شناخته‌شده سسکان ملخی است. آنها در گذشته در خانوادهٔ سسکان راستین قرار می‌گرفتند، که در آن زمان یک آرایهٔ زباله‌دان برای Sylvioidea بود. گستره کنونی این سرده مناطق گرم آفریقایی است.
سسک‌های واش‌مرغ بیشه‌ای به سسک‌های ملخی بیشه‌ای و واش‌مرغ‌ها (Megalurus) مربوط می‌شوند، اما سبک زندگی و سازگاری‌های مرتبط با آن و شاخه‌بندی‌ها را با سسک‌های بیشه‌ای در خانوادهٔ سسکان بیشه (Cettiidae) مشترکند. اینها به دودمان قدیمی‌تری از Sylvioidea وابستگی دارند. هر دو سرده «سسک‌های بیشه‌ای» پرندگان کوچکی هستند که به خوبی برای بالارفتن در میان درختچه‌ها سازگار هستند. آنها پرندگانی با دم دراز هستند که در نگاه نخست تا اندازه‌ای یادآور الیکایی‌ها هستند.